# 지지 에즐리
지지 에즐리(Gigi Edgley, 1977년 11월 16일 ~ )는 오스트레일리아의 배우, 가수이다.

## 출연 작품

### 영화
- Showdown at Area 51 (2007)
- 퀀텀 아포칼립스 (2010)
- Della Mortika (2018) - 단편

### 텔레비전
- 파스케이프 (1999-2003)